# Норвуд-Янг-Америка (Міннесота)
Норвуд-Янг-Америка (англ. Norwood Young America) — місто (англ. city) в США, в окрузі Карвер штату Міннесота. Населення — 3863 особи (2020).

## Географія
Норвуд-Янг-Америка розташований за координатами 44°46′23″ пн. ш. 93°55′16″ зх. д. / 44.77306° пн. ш. 93.92111° зх. д. (44.772924, -93.921012).  За даними Бюро перепису населення США в 2010 році місто мало площу 6,52 км², з яких 6,51 км² — суходіл та 0,01 км² — водойми. В 2017 році площа становила 6,10 км², з яких 6,10 км² — суходіл та 0,00 км² — водойми.

## Демографія
Згідно з переписом 2010 року, у місті мешкало 3549 осіб у 1389 домогосподарствах у складі 954 родин. Густота населення становила 544 особи/км².  Було 1472 помешкання (226/км²).
Расовий склад населення:
| - 95,2 % — білих - 0,5 % — азіатів - 0,4 % — чорних або афроамериканців - 0,2 % — корінних американців - 2,4 % — осіб інших рас |

До двох чи більше рас належало 1,2 %. Частка іспаномовних становила 4,1 % від усіх жителів.
За віковим діапазоном населення розподілялося таким чином: 27,2 % — особи молодші 18 років, 61,3 % — особи у віці 18—64 років, 11,5 % — особи у віці 65 років та старші. Медіана віку мешканця становила 35,8 року. На 100 осіб жіночої статі у місті припадало 98,2 чоловіків;  на 100 жінок у віці від 18 років та старших — 96,8 чоловіків також старших 18 років.
Середній дохід на одне домашнє господарство  становив 67 736 доларів США (медіана — 62 850), а середній дохід на одну сім'ю — 84 528 доларів (медіана — 76 360). Медіана доходів становила 49 778 доларів для чоловіків та 36 360 доларів для жінок. За межею бідності перебувало 7,5 % осіб, у тому числі 8,8 % дітей у віці до 18 років та 6,8 % осіб у віці 65 років та старших.
Цивільне працевлаштоване населення становило 1908 осіб. Основні галузі зайнятості: виробництво — 24,9 %, освіта, охорона здоров'я та соціальна допомога — 20,3 %, роздрібна торгівля — 11,8 %, фінанси, страхування та нерухомість — 8,5 %.